# Notopogon xenosoma
Notopogon xenosoma är en fiskart som beskrevs av Regan, 1914. Notopogon xenosoma ingår i släktet Notopogon och familjen Centriscidae. Inga underarter finns listade i Catalogue of Life.